# Universiteit van Kopenhagen
De Universiteit van Kopenhagen (Deens: Københavns Universitet) is de oudste en grootste universiteit van Denemarken en een van de oudste van Noord-Europa. De universiteit is verspreid over verschillende locaties in en buiten de stad, met het oudste deel in het centrum.
Aan het begin van deze eeuw had de universiteit ongeveer 35.000 studenten en 7000 medewerkers.

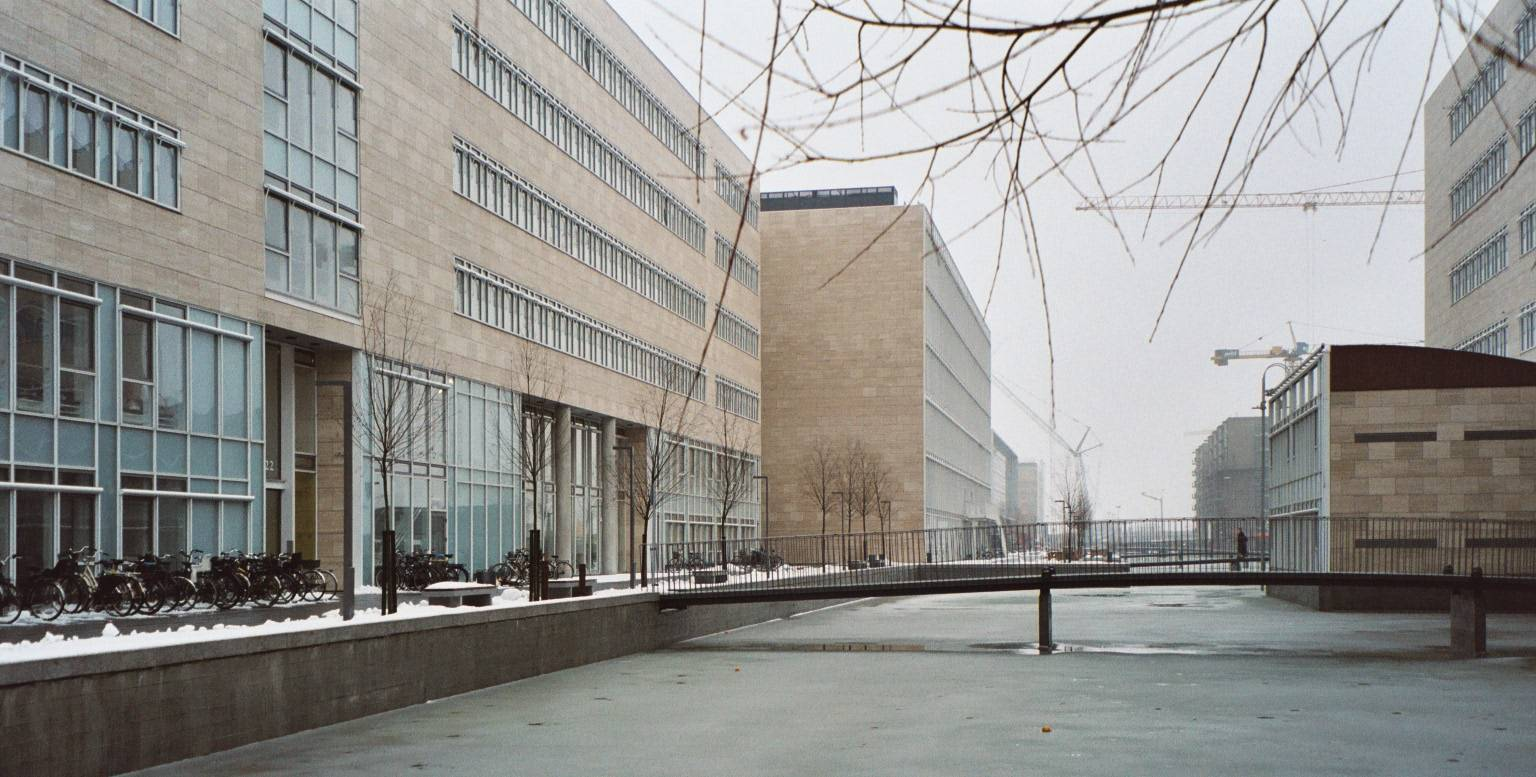
Universiteit van Kopenhagen, "Sødre Campis", Ørestad

In 1475 gaf Paus Sixtus IV toestemming voor de stichting van een universiteit. Vier jaar later, in 1479, werd deze door koning Christiaan I ingewijd. Op dat moment had de universiteit vier faculteiten: theologie, rechten, medicijnen en filosofie. In de tussentijd zijn hier de faculteiten sociale wetenschappen en techniek bijgekomen.
De universiteit is verspreid over vier complexen die campussen worden genoemd. Dit zijn de campus in het centrum van Kopenhagen, de zuidelijke, de noordelijke en de campus in Frederiksberg.
De universiteit heeft verschillende locaties in beheer waar studenten die twee studiejaren hebben afgerond kunnen wonen. Een bijzondere locatie is de Tietgenkollegiet, een rond complex dat geïnspireerd is op de traditionele Chinese Hakka-architectuur met daarin 360 kamers. Het gebouw is bekroond met een RIBA European Award.
Een ander bijzonder gebouw is de ronde toren uit 1642 die oorspronkelijk als sterrenwacht gebruikt werd. Deze heeft een rondgang naar boven die zelfs te paard beklommen kon worden.
Albanië: Universiteit van Tirana, Technische Hogeschool van Tirana · 
België: Vrije Universiteit Brussel, Université libre de Bruxelles · 
Bulgarije: Sofia Universiteit St. Kliment Ohridski · 
Cyprus: Universiteit van Cyprus · 
Duitsland: Vrije Universiteit Berlijn, Humboldtuniversiteit · 
Denemarken: Universiteit van Kopenhagen · 
Estland: Technische Universiteit Tallinn, Universiteit van Tallinn · 
Finland: Universiteit van Helsinki · 
Frankrijk: Sorbonne Université, Université Sorbonne-Nouvelle, Universiteit Paris-Dauphine ·
Griekenland: Universiteit van Athene · 
Hongarije: Loránd Eötvös-universiteit · 
Ierland: Nationale Universiteit van Ierland, Dublin · 
Italië: Universiteit Sapienza Rome, Universiteit van Rome Tor Vergata, Roma Tre-universiteit · 
Kroatië: Universiteit van Zagreb · 
Letland: Universiteit van Letland · 
Litouwen: Universiteit van Vilnius · 
Nederland: Universiteit van Amsterdam · 
Noord-Macedonië: Universiteit van Skopje · 
Noorwegen: Universiteit van Oslo · 
Oostenrijk: Universiteit van Wenen · 
Polen: Universiteit van Warschau · 
Portugal: Universiteit van Lissabon · 
Roemenië: Universiteit van Boekarest · 
Rusland: Staatsuniversiteit van Moskou · 
Slowakije: Comenius Universiteit Bratislava · 
Slovenië: Universiteit van Ljubljana · 
Spanje: Autonome Universiteit van Madrid, Complutense-universiteit van Madrid · 
Tsjechië: Karelsuniversiteit Praag · 
Verenigd Koninkrijk: University College London · 
IJsland: Universiteit van IJsland · 
Zweden: Universiteit van Stockholm · 
Zwitserland: Universiteit van Lausanne
- Bibliothèque nationale de France: cb118703379 (data)
- Catàleg d'autoritats de noms i títols de Catalunya: 981058512895906706
- Gemeinsame Normdatei: 36485-X
- International Standard Name Identifier: 0000 0001 0674 042X
- Library of Congress Control Number: n78096079
- Nationale Bibliotheek van Tsjechië: kn20010711211
- Nationale Bibliotheek van Israël: 987007308411605171
- Système universitaire de documentation: 026458748
- Semantic Scholar: 103126587
- Museum of New Zealand Te Papa Tongarewa: 10482
- Virtual International Authority File: 136514983